# 靈圭
靈圭（：／ Yeonggyu，？—1592年），號騎虛，朝鮮王朝中期僧侶。
俗姓朴，本貫密陽朴氏，出生於忠清道南部的公州。他於雞龍山甲寺出家，是休靜的高徒，後來在公州青蓮菴受渡。他擅於使用禪杖，武藝出眾。
1592年壬辰倭亂發生後，他為僧兵長，率領五百名僧兵參加清州之戰，協助義兵長趙憲奪回了清州。他與趙憲一同參加第二次錦山之戰，在激戰中因寡不敵眾而戰死，全軍覆沒。他與此戰陣亡的將士一起葬於今日忠清南道錦山郡的七百義塚。